# Zwergmammut
Das Zwergmammut (Mammuthus exilis) ist eine ausgestorbene Art aus der Familie der Elefanten. 
Sie lebte vor etwa 30.000 bis 12.000 Jahren auf den Kanalinseln von Kalifornien und weist Formen einer Inselverzwergung auf, ähnlich dem dort heute noch vorkommenden Insel-Graufuchs. Das Zwergmammut erreichte lediglich eine Schulterhöhe von 1,20 bis 1,80 Meter, während die mit ihm verwandten Arten der Gattung Mammuthus nahezu doppelt so groß waren. Besonders nah verwandt war das bis zu 1.000 Kilogramm schwere Zwergmammut mit dem Präriemammut (Mammuthus columbi), das ein Gewicht bis zu 10.000 Kilogramm erreichen konnte.
Derartige Inselverzwergung war ein weitverbreitetes Phänomen bei Elefantenartigen, da sie durch ihre gute Schwimmfähigkeit selbst recht isoliert gelegene Inseln kolonisieren konnten. So haben sich auch auf der sibirischen Insel Wrangel Zwergmammuts entwickelt, die dort noch bis vor etwa 4000 Jahren überlebten. Auch auf den Mittelmeer-Inseln gab es ursprünglich eine Reihe endemischer Zwergelefanten, darunter das Kreta-Zwergmammut und Mammuthus lamarmorai auf Sardinien oder der Sizilianische Zwergelefant, ebenso auf einigen indonesischen Inseln wie Komodo oder Flores einige Inselzwergformen der Stegodonten bekannt sind. Ursachen für die hier vorliegende Inselverzwergung waren der auf den Inseln vorherrschende Nahrungsmangel und das Fehlen von Raubtieren.